# Ayumi Fujimura
Ayumi Fujimura (jap. 藤村 歩 Fujimura Ayumi; ur. 3 września 1982) – japońska seiyū pochodząca z Tokio.

## Filmografia
Ważniejsze role są pogrubione

### Seriale anime
- Ao no Exorcist (młody Yukio Okumura)
- Asatte no hōkō (Karada Iokawa)
- Astarotte no omocha! (Zelda)
- Bakuman (Aiko Iwase)
- Bartender (Miwa Kurushima)
- Basquash! (Aulora Skybloom)
- Bleach (Tobiume, Katen Kyōkotsu, Unnamed Female Arrancar)
- Chrome Shelled Regios (Cauntia Valmon Farnes)
- .hack//Quantum (OAV, Mary)
- Hanamaru Kindergarten (Ryouta)
- Hatsukoi Limited (Nao Chikura)
- Hayate the Combat Butler (Chiharu Harukaze)
- Hipira: The Little Vampire (Elena, Goblin)
- Jigoku Shōjo Futakomori (Takuma Kurebayashi)
- Kara no kyōkai (Azaka Kokutō)
- Kaze no stigma (Ayano Kannagi)
- Kemonozume (dziewczyna z odc. 2, Shokujinki B z odc. 9)
- Kill la Kill (Matarō Mankanshoku)
- Koi suru Tenshi Angelique (dziewczyna z odc. 1)
- Kyōran Kazoku Nikki (Kyōka Midarezaki)
- Kuroshitsuji (Maria Abberline)
- Ladies vs Butlers! (Mitsuru Sanke)
- Magic Kaito (Aoko Nakamori)
- Służąca przewodnicząca (Misaki Ayuzawa)
- Mobile Suit Gundam Unicorn (Audrey Burne/Mineva Lao Zabi)
- Muteki Kanban Musume (dziecko 1 z odc. 1, uczennica z odc. 4, Pink Star z odc. 3, asystent z odc. 5)
- Nabari no ō (Raimei Shimizu)
- Naruto Shippūden the Movie (Shion)
- Nishi no Yoki Majo (Marie Oset)
- Panty & Stocking with Garterbelt (Kneesocks, inni)
- Shinrei Tantei Yakumo (Haruka Ozawa)
- Seikon no Qwaser (Mafuyu Oribe)
- Shinryaku! Ika Musume (Eiko Aizawa)
- Taishō Baseball Girls (Noriko Owari)
- Tegami Bachi (Niche)
- Tegami Bachi ~Reverse~ (Niche)
- The Sacred Blacksmith (Cecily Cambell)
- Toaru majutsu no Index II (Seiri Fukiyose)
- Touhou Musou Kakyou (Aya Shameimaru)
- Touka Gettan (Nene Midou)
- X-Men (Kyoko)
- Xam'd: Lost Memories (Midori Nishimura)
- Yatterman (Hirari, odc. 24)
- Yumeiro Pâtissière (Azuki Tachibana, odc. 31)
- Yutori-chan (mama Yutori)
- Zetman (Mayu Hashimoto)
- Zettai Karen Children (Naomi Umegae)
- Sakura-sō no Pet na kanojo – Saori Himemiya[1]

### Gry
- Rune Factory 3 (Marion)
- Mobile Suit Gundam Battlefield Record U.C. 0081 (Philine Istel)
- Rumble Roses XX (EDIT Voice Type 3)
- Super Street Fighter IV (Ibuki)
- Luminous Arc 2 : Will (Elicia)
- Aoishiro (Migiwa)